# Оллен (Южная Корсика)
Оллен (фр. Aullène, корс. Auddè) — коммуна во Франции, находится в регионе Корсика. Департамент коммуны — Южная Корсика. Входит в состав кантона Таллано-Скопамене. Округ коммуны — Сартен.
Код INSEE коммуны — 2A024.

## Население
Население коммуны на 2008 год составляло 180 человек.
| 1962 | 1968 | 1975 | 1982 | 1990 | 1999 | 2008 |
| ---- | ---- | ---- | ---- | ---- | ---- | ---- |
| 334  | 315  | 246  | 176  | 149  | 138  | 180  |

## Экономика
В 2007 году среди 114 человек в трудоспособном возрасте (15—64 лет) 78 были экономически активными, 36 — неактивными (показатель активности — 68,4 %, в 1999 году было 54,3 %). Из 78 активных работало 66 человек (43 мужчины и 23 женщины), безработных было 12 (4 мужчины и 8 женщин). Среди 36 неактивных 2 человека были учениками или студентами, 15 — пенсионерами, 19 были неактивными по другим причинам.
В 2008 году в коммуне насчитывалось 65 облагаемых налогом домохозяйств, в которых проживали 140 человек, медиана доходов составляла 14 888,5 евро на одного человека.